# Gustav Höög
Gustav Höög (11 de abril de 1995) es un ciclista sueco. Fue profesional entre 2015 y 2018, retirándose con tan solo 23 años.

## Palmarés
2018
- Memorial Philippe Van Coningsloo[2]
- 3.º en el Campeonato de Suecia en Ruta
- Gran Premio de Kalmar